# El Vilà (Arbúcies)
El Vilà és una serra situada al municipi d'Arbúcies a la comarca de la Selva, amb una elevació màxima de 841 metres.